# ミュラーテナガザル
ミュラーテナガザル（またはハイイロテナガザル、学名：Hylobates muelleri）は、テナガザル科の霊長類である。 

## 分布
ボルネオ島に固有の種で、北部および東部に分布する。島の南西部に生息するアジルテナガザルとは、全くと言っていいほど分布が重ならない。

## 形態
他のテナガザルと違い、毛色に性差は見られない。全体は灰色または茶色で、顔の周りを囲む明るい輪状の毛がある。頭部に帽子のような暗色の毛を持つ個体もいる。平均体重は5.7kgで、テナガザルの中でも小型である。

## 生態
昼行性で、熱帯雨林に生息する。他のテナガザル同様、長い腕を持つことが特徴で、腕わたりで木々を移動する。一夫一婦のペアで生活し、早朝、森じゅうに鳴り響く長くて大きな歌声により威嚇することで、侵入者から夫婦の縄張りを防衛する。果実を主な栄養源としている。生殖行動についてはほとんど知られていないが、他のテナガザルと類似しているだろうと推測される。
ミュラーテナガザルには3亜種が存在する。
- ミュラーハイイロテナガザル(Müller's Gray Gibbon), Hylobates muelleri muelleri
- アボットハイイロテナガザル(Abbott's Gray Gibbon), Hylobates muelleri abbotti
- キタハイイロテナガザル(Northern Gray Gibbon), Hylobates muelleri funereus

## 保全状況評価
国際自然保護連合（IUCN）のレッドリストにて絶滅危惧IB類に指定されている。
ENDANGERED (IUCN Red List Ver. 3.1 (2001))